# Neuleiningen

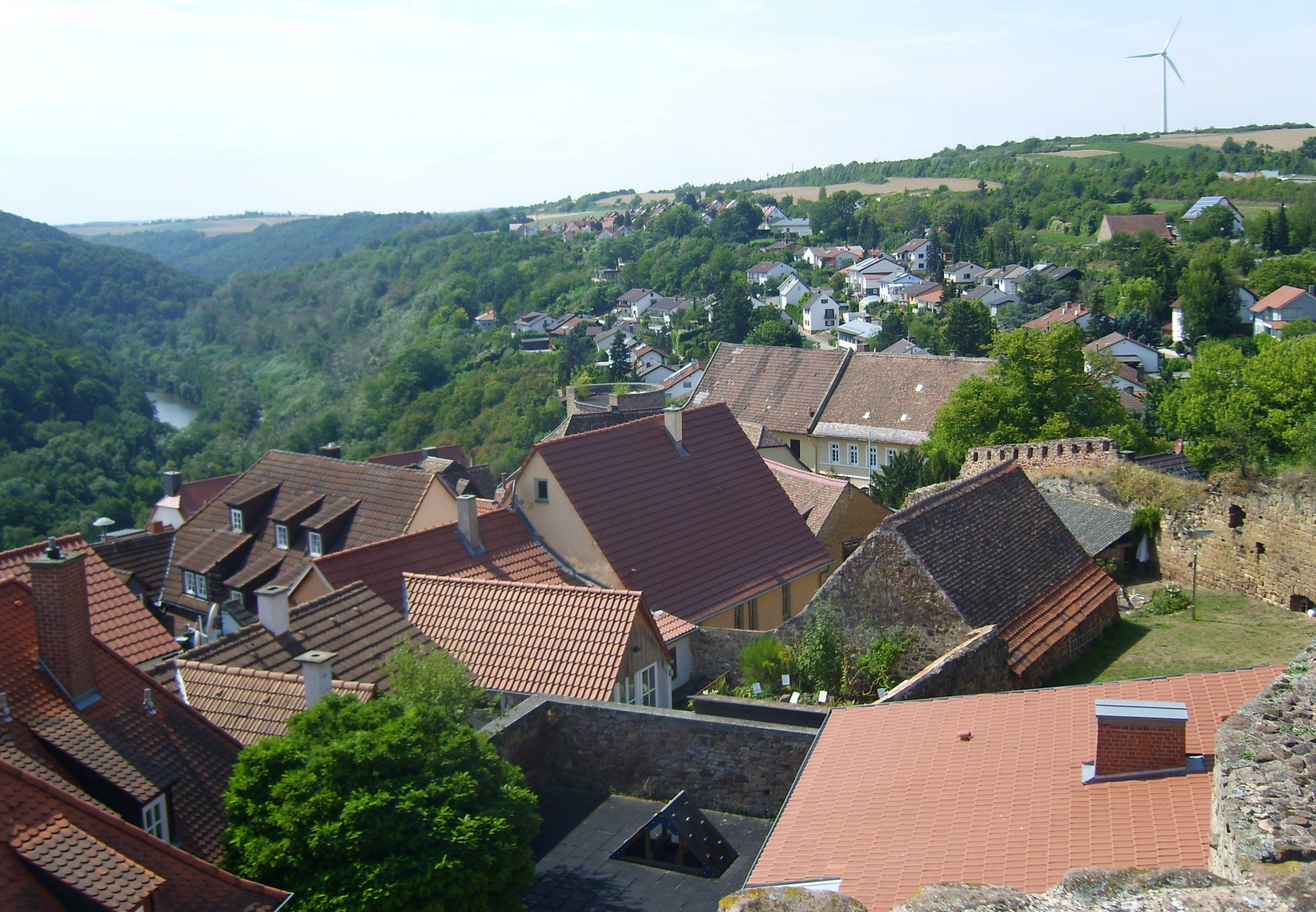
Blick von der Burg Neuleiningen auf das Eckbachtal nebst Eckbachweiher und das Windrad an der Bitternell (336,7 m), darunter die A 6 und Neuleiningen; links im Hintergrund der Kleine Donnersberg (bis 328,6 m) mit dem Weiler Nackterhof

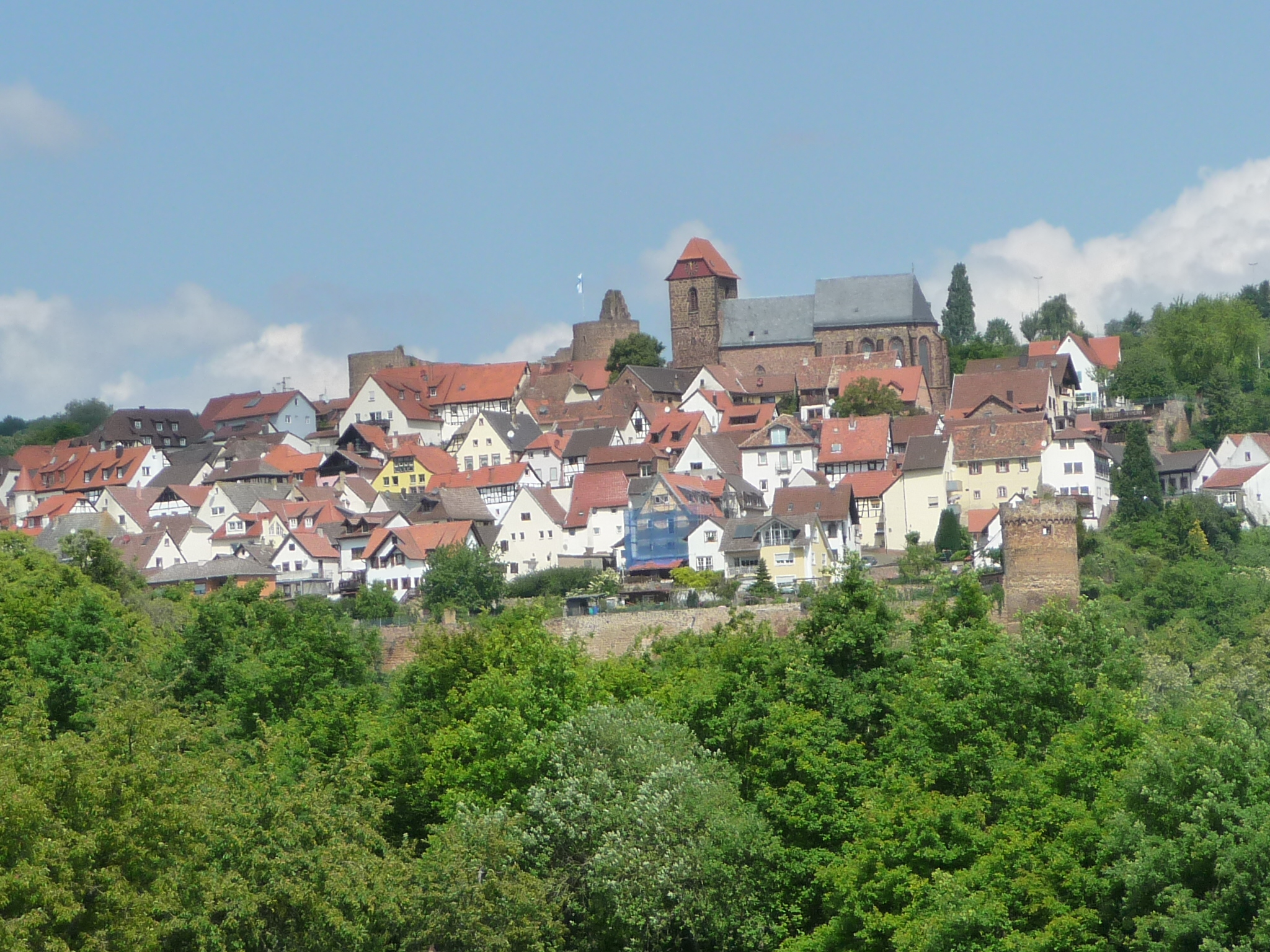
Blick von Südosten auf Neuleiningen

Neuleiningen ist eine Ortsgemeinde im pfälzischen Landkreis Bad Dürkheim (Rheinland-Pfalz), die der Verbandsgemeinde Leiningerland angehört. Der Ort liegt 18 km nordwestlich von Ludwigshafen am Rhein am Rand der europäischen Metropolregion Rhein-Neckar und wird vor allem der Burg Neuleiningen wegen besucht.

## Geographie und Geologie
Orographisch gruppiert sich Neuleiningen rund um die auf 269,8 m Höhe gelegene Burg am Südhang des Grünstadter Bergs, eines 336,7 m messenden tertiären Kalkbergs, der gleichzeitig der südlichste und höchste eigenständige Berg des Alzeyer Hügellands ist. Die Steilhänge unmittelbar südlich des Kernorts zum tief eingeschnittenen (unter 180 m) Eckbachtal sind jedoch aus Buntsandstein und damit noch dem Pfälzerwald zuzurechnen, dessen Erhebungen jenseits des Tals, am Leininger Sporn mit dem südlich gegenüberliegenden Battenberg, beginnen. Die geologische Grenze zieht sich mitten durch den Ort – die nördlich nur 200 m entfernte, etwas höher gelegene A 6 liegt bereits ganz auf tertiären Gesteinen. Westlich des Ortes beziehungsweise des Grünstadter Bergs liegt das Eisenberger Becken mit der Stadt Eisenberg, das nach Süden und Westen vom Stumpfwald, einem flachwelligeren Teil des Pfälzerwalds, eingerahmt wird.
Nach Osten breitet sich die von flachen Rebenhügeln des Leiningerlands durchzogene, 35 km breite Oberrheinische Tiefebene aus. Geologisch ist hier die Nahtstelle zwischen dem Pfälzerwald und dem tiefen Grabenbruch des Rheintals. Am Ostabhang des Sporns verläuft jene Bruchlinie, wo der einstige Boden des Oberrheingrabens über 10 km in die Tiefe sank und mit jüngeren Sedimenten zur jetzigen Ebene aufgefüllt wurde. Einige dieser Lockergesteine kommen auch dem Weinbau an den Hängen zugute.
Der Weiler Neuleiningen-Tal liegt südlich des Hauptorts im Tal des Eckbachs auf 183 m Höhe. Der Weiler Nackterhof sowie der noch kleinere, gut 1 km weiter südwestlich gelegene Weiler Nackterwäldchen liegen auf den Lössdecken des bis 328,6 m erreichenden Kleinen Donnersbergs. Dieser ist ein südlicher Randberg des Eisenberger Beckens, dessen Südosthang zum Eckbach ebenfalls aus Buntsandstein besteht.

## Geschichte

### Mittelalter
Der Ortsname leitet sich vom Adelsgeschlecht der Leininger ab, das vormals das Leiningerland regierte und dessen Angehöriger Graf Friedrich III. im 13. Jahrhundert die Burg errichtet hat. Um diese herum setzte schon bald die Entstehung und Entwicklung des Dorfes ein, indem sich Menschen bei der Festung ansiedelten. Burg und Dorf gehörten ursprünglich zur Gemarkung Sausenheim und wurden erst später davon getrennt. Sausenheim – einschließlich des Geländes des späteren Neuleiningen – war Teil des Weißenburger Klosterbesitzes und von dort lediglich als Lehen an die Leininger vergeben.
So dürfte das Bistum Worms an die hiesigen Eigentumsrechte gelangt sein, das laut Urkunde von 1308, Burg und Dorf Neuleiningen zu Lehen an die Grafen von Leiningen übertrug. Der Bischof behielt sich hierbei jedoch eigenen Besitz in dem Dorf vor, benutzte selbst den südlichen Teil der Burg und hatte zudem eine große Amtskellerei an dem strategisch günstigen Platz. Seit frühester Zeit versuchten die Leininger auch den bischöflichen Anteil des Ortes, besitz- oder pachtweise zu erwerben, was aber stets am Widerstand der Wormser Oberhirten scheiterte.
Um die Mitte des 14. Jahrhunderts erhielt Neuleiningen außerdem das Stadtrecht.

### Neuzeit
Im Pfälzischen Erbfolgekrieg wurde Neuleiningen 1690 eingeäschert, die Grafen verlegten ihren Regierungssitz ins nahe Grünstadt. Nachdem die Hälfte des Leininger Ortsbesitzes bereits 1742 an das Hochstift Worms verpfändet worden war, verkaufte Graf Carl I. (1717–1787) den kompletten Leininger Anteil 1767 an den Wormser Bischof Johann IX. Philipp von Walderdorff, wodurch das Hochstift Worms, bis zum Ende der Feudalzeit, alleiniger Eigentümer von Neuleiningen wurde.
Von 1798 bis 1814, als die Pfalz Teil der Französischen Republik (bis 1804) und anschließend Teil des Napoleonischen Kaiserreichs war, war Neuleiningen in den Kanton Grünstadt eingegliedert und Sitz einer eigenen Mairie. Während der Zugehörigkeit zu Frankreich nach der Französischen Revolution verlor Neuleiningen den Rechtsstatus als Stadt. 1815 wurde das Dorf nach dem Wiener Kongress Österreich zugeschlagen. Bereits ein Jahr später wechselte es wie die gesamte Pfalz in das Königreich Bayern. Von 1818 bis 1862 gehörte der Ort dem Landkommissariat Frankenthal an; aus diesem ging das Bezirksamt Frankenthal  hervor.
Ab 1939 war die Gemeinde Bestandteil des Landkreises Frankenthal (Pfalz). Nach dem Zweiten Weltkrieg wurde der Ort innerhalb der französischen Besatzungszone Teil des damals neu gebildeten Landes Rheinland-Pfalz. Im Zuge der ersten rheinland-pfälzischen Verwaltungsreform wechselte der Ort in den neu geschaffenen Landkreis Bad Dürkheim. Drei Jahre später wurde Neuleiningen Bestandteil der ebenfalls neu geschaffenen Verbandsgemeinde Grünstadt-Land. 2018 erfolgte die Zuordnung zur Verbandsgemeinde Leiningerland.

## Politik

### Gemeinderat
Der Gemeinderat in Neuleiningen besteht aus zwölf Ratsmitgliedern, die bei der Kommunalwahl am 9. Juni 2024 in einer personalisierten Verhältniswahl gewählt wurden, und dem ehrenamtlichen Ortsbürgermeister als Vorsitzendem.
Sitzverteilung im Gemeinderat:
| Wahl | SPD | CDU | FWG | WGF-M | Gesamt   |
| ---- | --- | --- | --- | ----- | -------- |
| 2024 | 3   | –   | 4   | 5     | 12 Sitze |
| 2019 | 1   | 7   | 4   | –     | 12 Sitze |
| 2014 | 1   | 7   | 4   | –     | 12 Sitze |
| 2009 | 1   | 8   | 3   | –     | 12 Sitze |
| 2004 | 1   | 9   | 2   | –     | 12 Sitze |

- FWG = Freie Wählergruppe Neuleiningen e. V.
- WGF-M = Wählergruppe Freyland-Mahling

### Bürgermeister
Johannes Nippgen (Wählergruppe Freyland-Mahling) wurde am 5. Juli 2024 Ortsbürgermeister von Neuleiningen. Da bei der Direktwahl am 9. Juni 2024 kein Wahlvorschlag eingereicht wurde, oblag die Neuwahl des Bürgermeisters gemäß rheinland-pfälzischer Gemeindeordnung dem Rat. Dieser entschied sich bei der konstituierenden Gemeinderatssitzung am 5. Juli einstimmig für Nippgen.
Nippgens Vorgänger Franz Adam (CDU) war nach 25 Jahren im Amt bei der Wahl 2024 nicht erneut angetreten.

### Wappen
Das Wappen der Gemeinde ist schrägrechts geteilt: Rechts unten in hellblauem Feld, von sechs goldenen Kreuzchen umgeben und rot bewehrt und bezungt, der nach rechts gewendete silberne leiningische Adler, links oben in schwarzem Feld, von zehn goldenen Kreuzchen umgeben und mit dem Bart schräg nach rechts oben zeigend, der silberne Schlüssel (Schlüssel Petri) des Bistums Worms.

## Sehenswürdigkeiten und Kultur

### Kulturdenkmäler
Die Geschichte vieler Bauwerke reicht bis ins Mittelalter zurück.

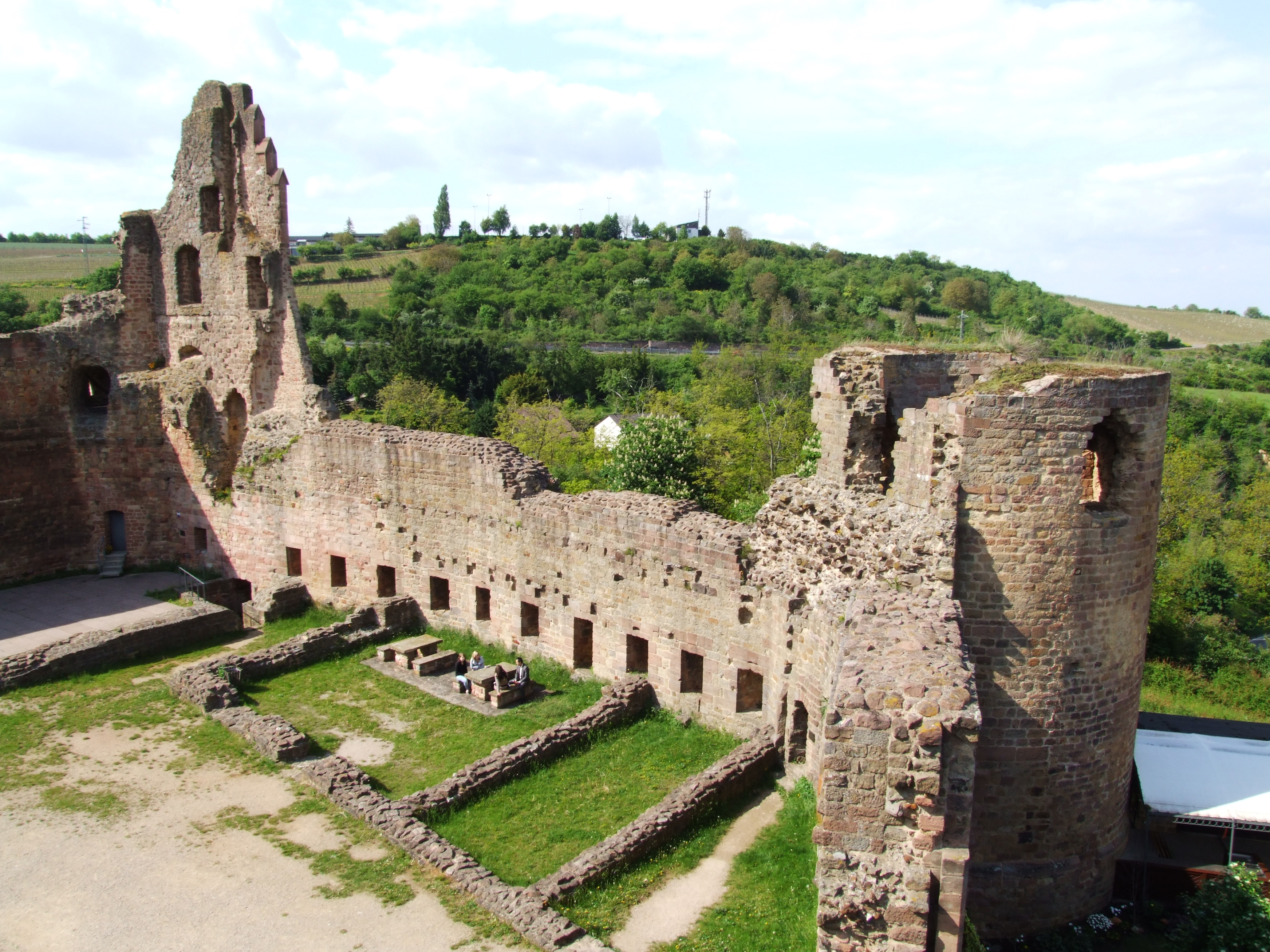
Burg Neuleiningen: Nordseite
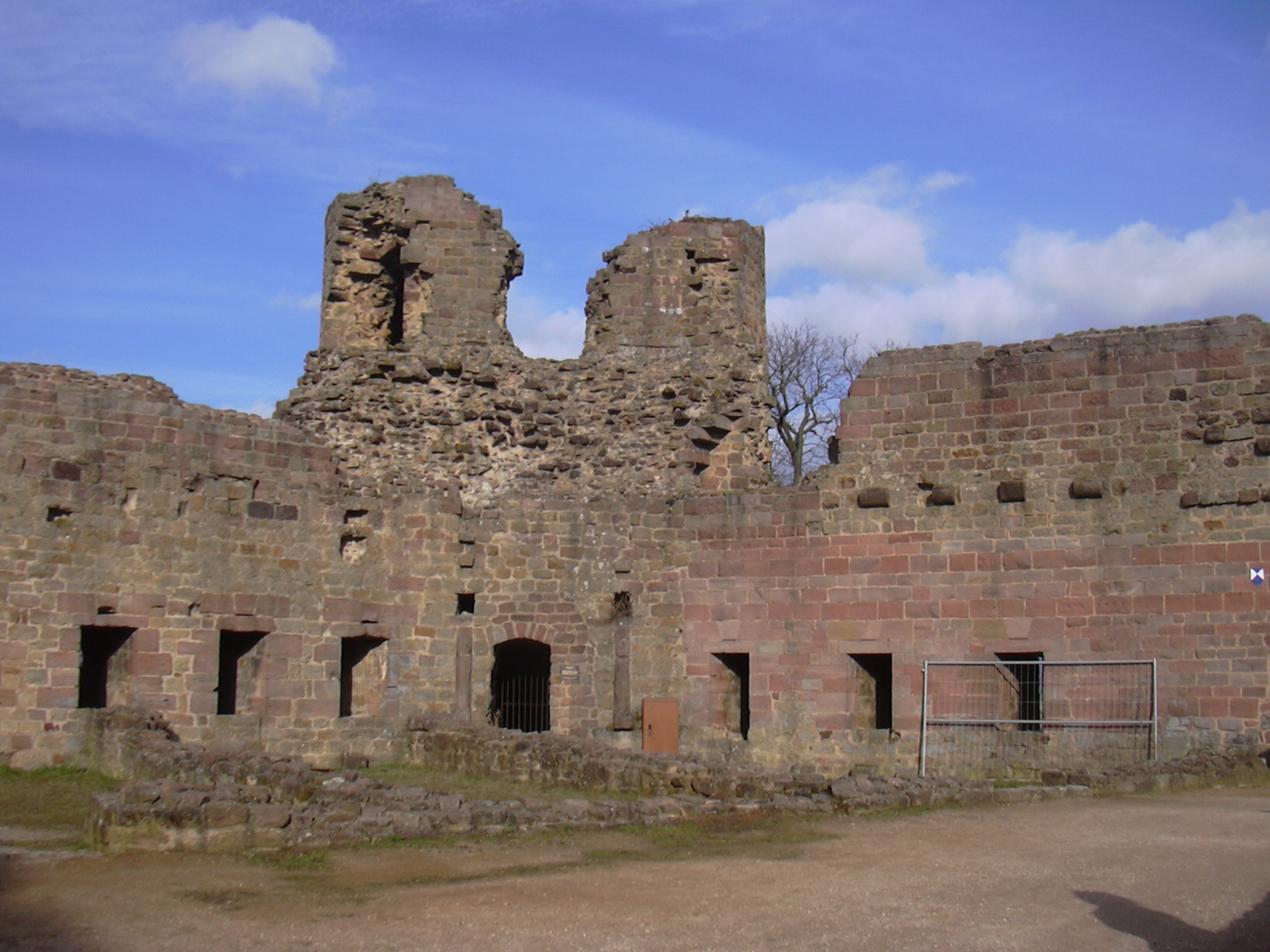
Stumpf des nordöstlichen Wehrturms (Bergfried)
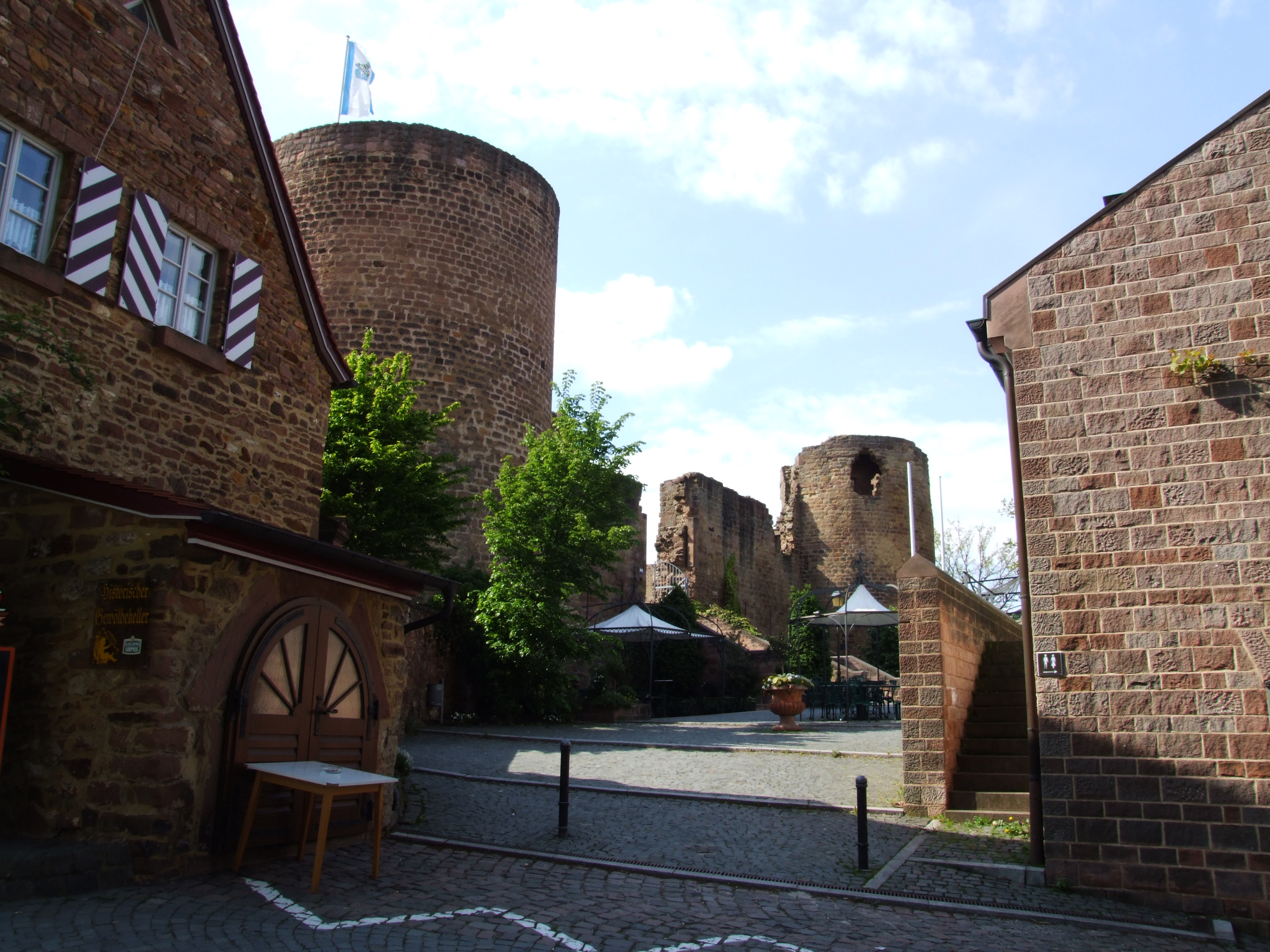
Östlicher Burghof mit Schenke
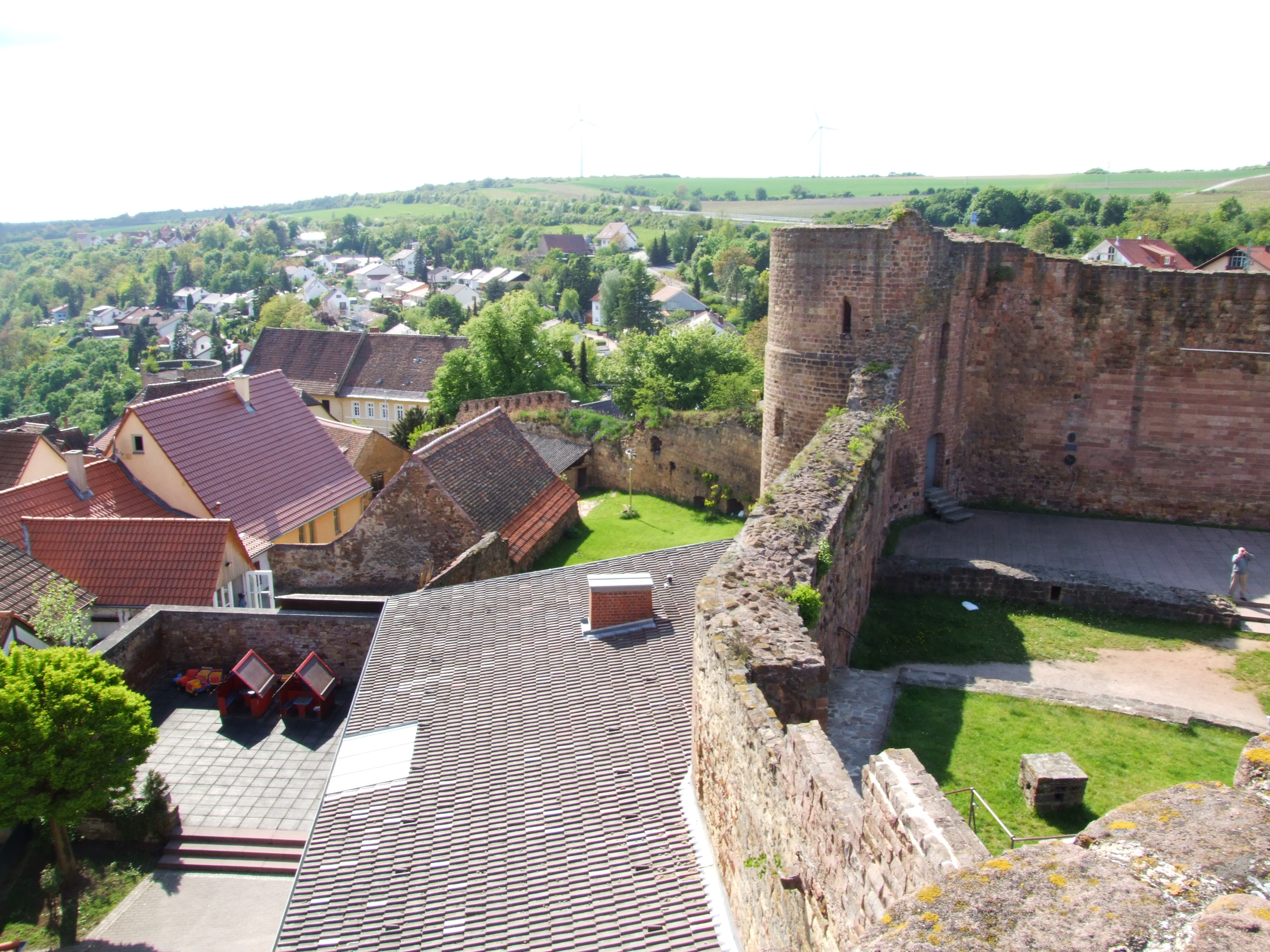
Südostecke der Burg

Die Burg Neuleiningen und der Ortskern sind als Denkmalzonen ausgewiesen. Erstere hat typologisch die französischen Burgen des sogenannten „Kastelltyps“ der Île-de-France zum Vorbild. Sie wurde unter Graf Friedrich III. von Leiningen-Dagsburg in den 1240er Jahren erbaut und zählt damit zu den frühesten Kastellburgen auf deutschem Boden. Vom Aussichtsturm der Burg hat man eine hervorragende Sicht auf die Rheinebene im Osten sowie die Berge des Pfälzerwalds im Westen. Zu Füßen Neuleiningens liegen Sausenheim und Kleinkarlbach. Bei gutem Wetter sind auch Ludwigshafen am Rhein, Mannheim, der Odenwald und sogar startende Flugzeuge auf dem Frankfurter Flughafen zu erkennen.
Im Ortskern existieren mehrere gut erhaltene Fachwerkhäuser aus dem 16. und 17. Jahrhundert, teilweise mit Erker; sie prägen dort die engen Gassen, insbesondere die parallel verlaufenden Bebauungen der Ober-, Mittel- und Untergasse. 
Nahe dem Ortseingang aus Richtung Sausenheim befindet sich das sogenannte Heiligenhäuschen, eine mittelalterliche Friedhofskapelle. Direkt davor steht das Scharfrichterkreuz, gestiftet 1703, vom gräflich leiningischen Scharfrichter Servacius Westheim aus Tiefenthal. 1996 fand man dort die Überreste einer Frau und setzte sie auf dem nahen Friedhof bei. In der Denkmaltopographie der Bundesrepublik Deutschland (Band 13) heißt es darüber: „Kapelle und Kreuz leisten…einen wesentlichen Beitrag für den malerischen Charakter des Ortsbildes.“
Die Stadtbefestigung mit ihren vier Türmen wurde im Anschluss an die Burg errichtet und entstammt ebenfalls noch dem 13. Jahrhundert. Sie wurde im 15. Jahrhundert erneuert und ausgebaut. Von den vormals drei Stadttoren ist nur noch das westliche aus der zweiten Hälfte des 15. Jahrhunderts erhalten.

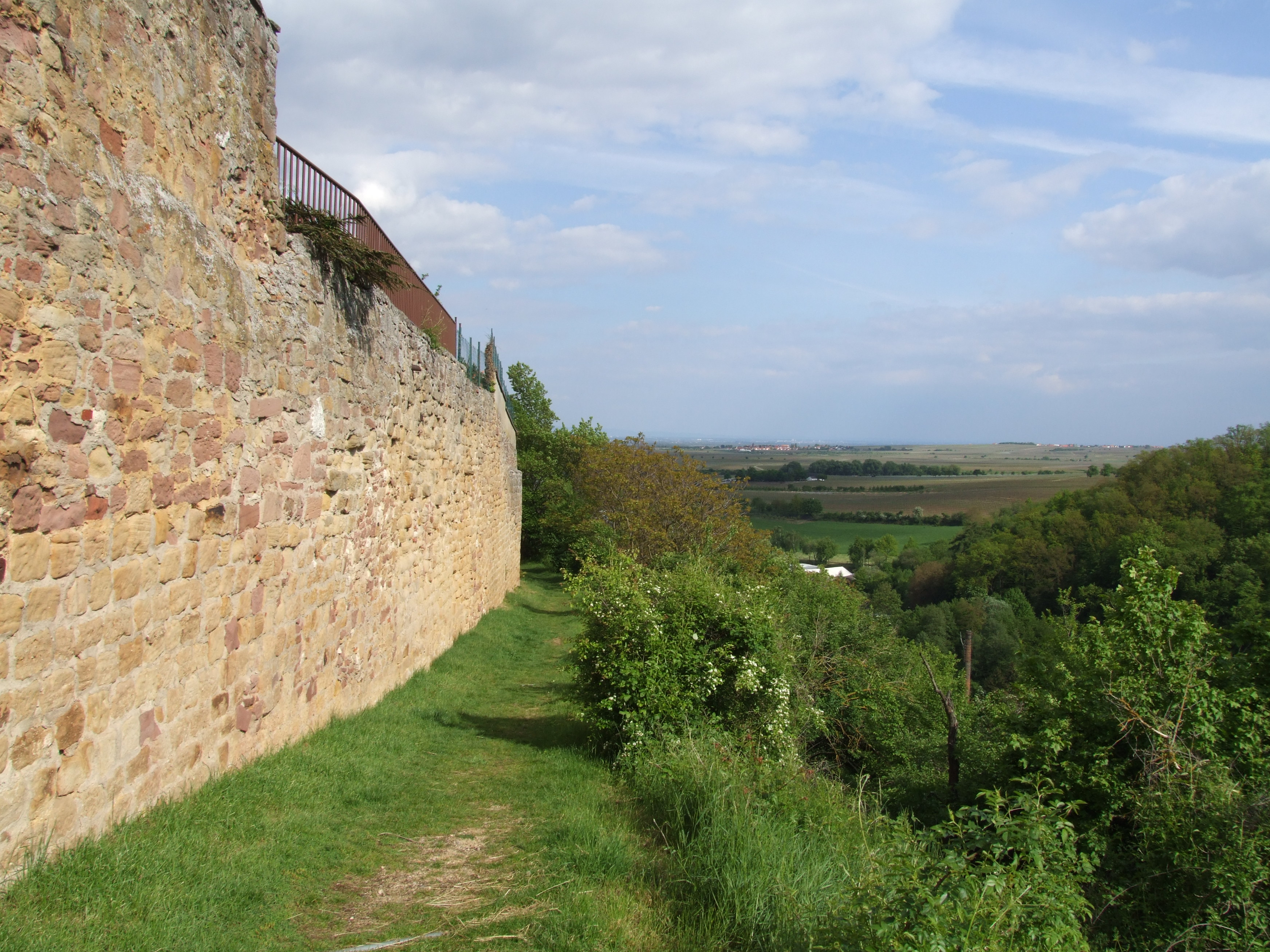
Stadtmauer, Südseite: Blick nach Osten zur Rheinebene
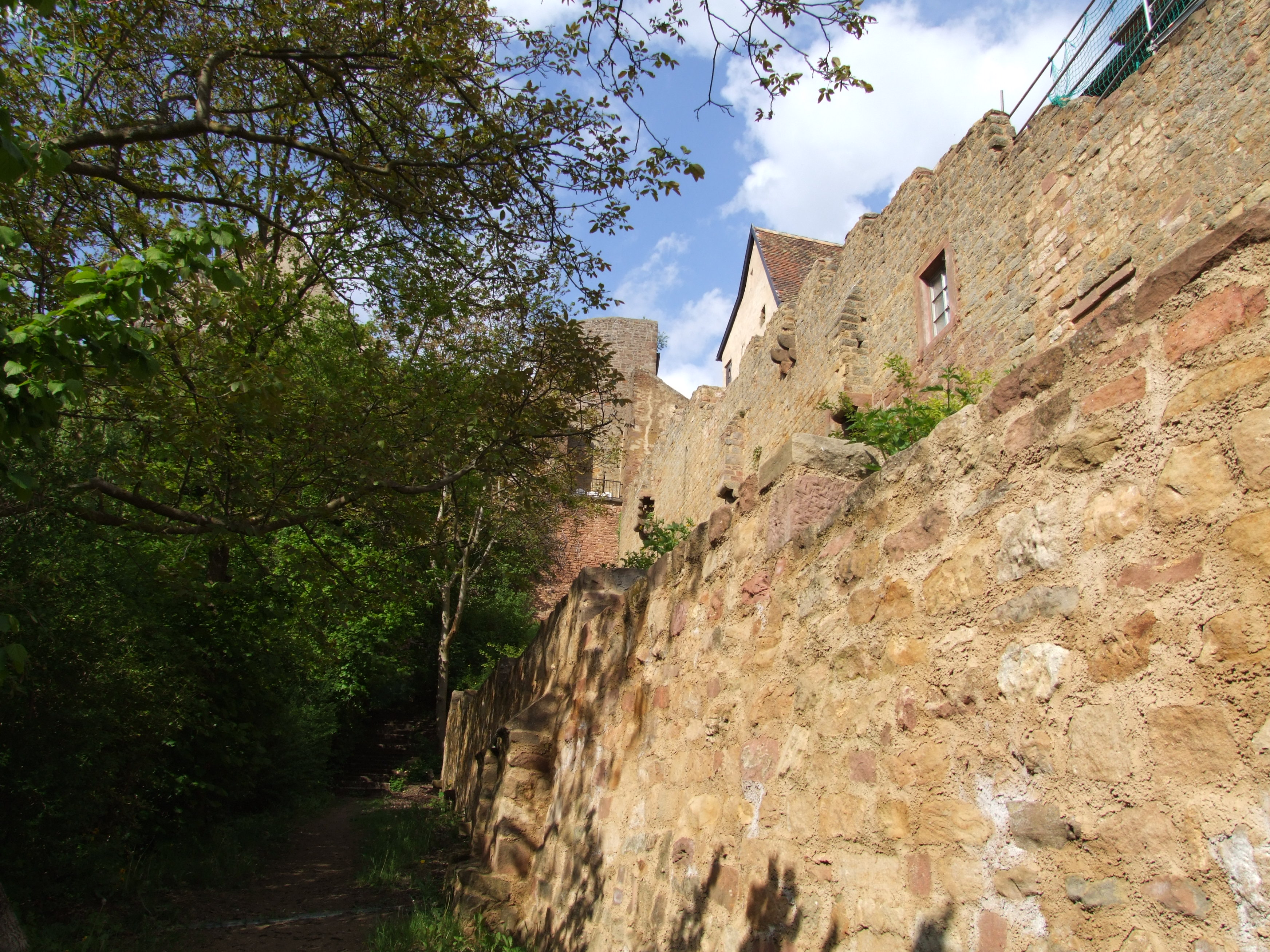
Stadtmauer, Westseite
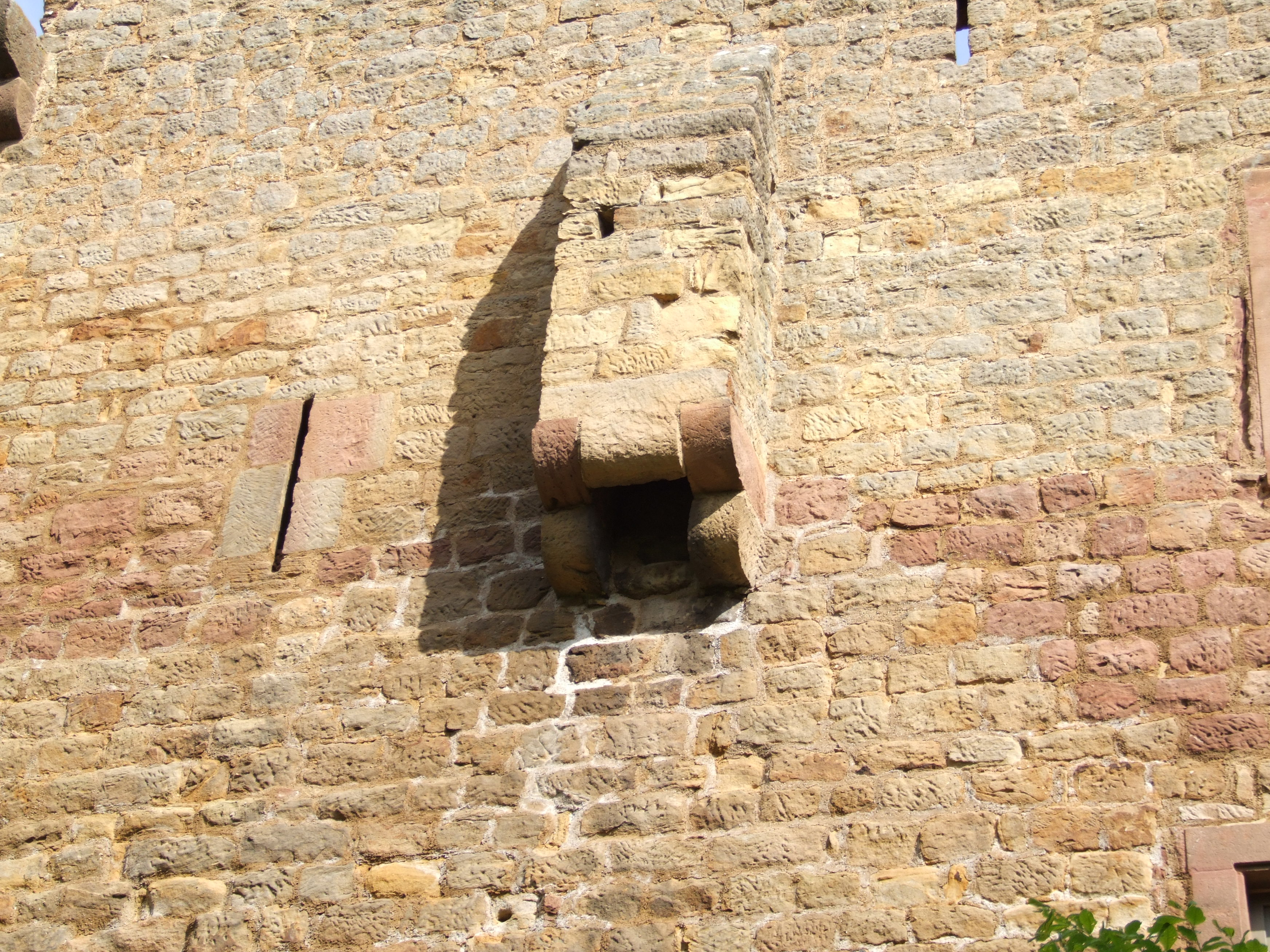
Aborterker an der Westseite der Stadtmauer
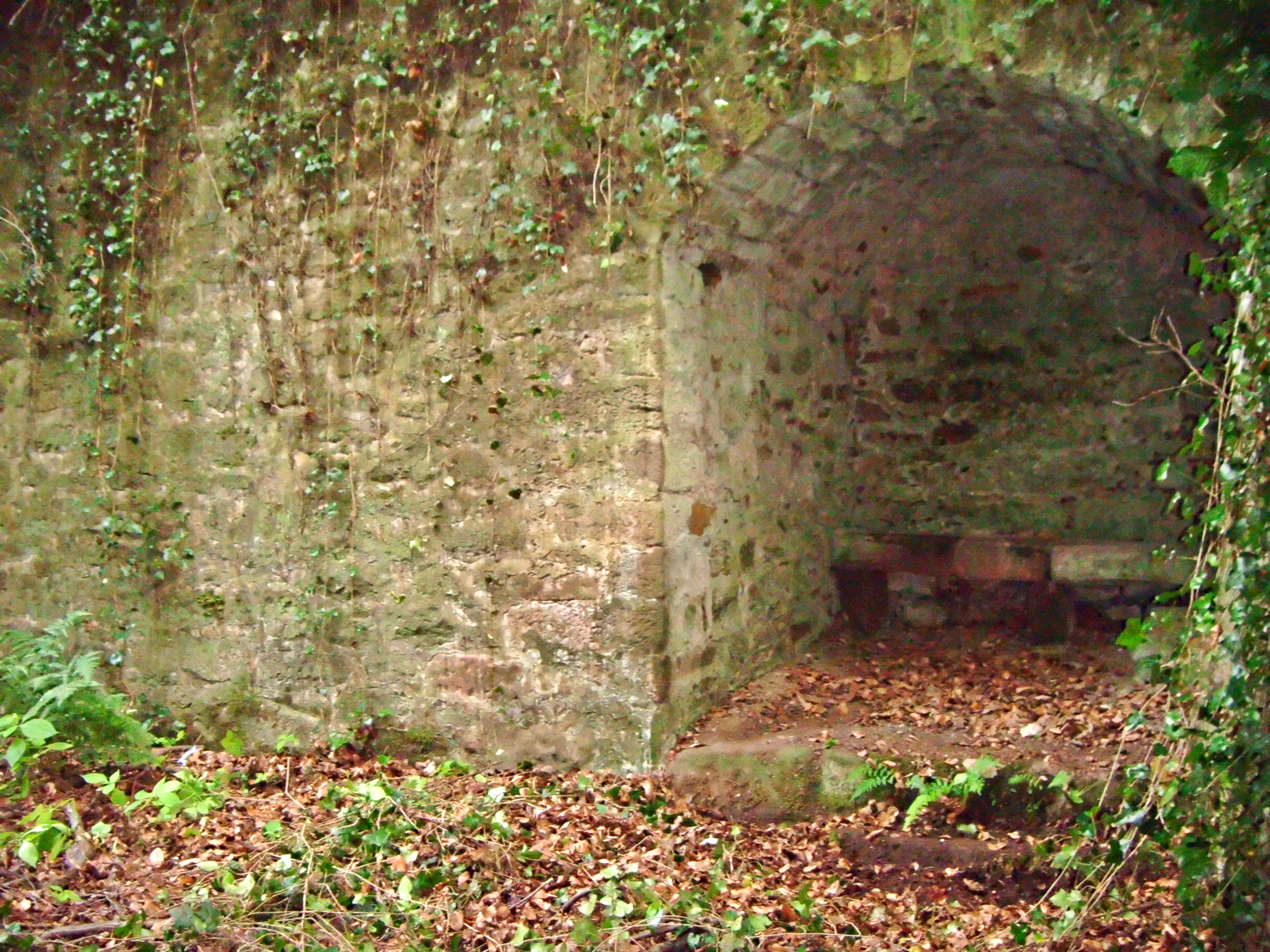
Historischer Waschplatz im Tal

### Sonstige Bauwerke
Als Pfarrhaus dient der ehemalige Wachenheimer Hof (1561, stark verändert), das Wohnhaus der ehemaligen Burgverwalter der Herren von Wachenheim. Der Komplex gehörte zur Vorburg der Burg Neuleiningen.
Im Hanggelände westlich des Ortsteils Neuleiningen-Tal befindet sich der historische Waschplatz von Neuleiningen. Er stammt aus dem 19. Jahrhundert und ist eine der wenigen erhaltenen Anlagen dieser Art.

### Regelmäßige Veranstaltungen
- Seit über 400 Jahren wird am Sonntag Laetare, drei Wochen vor Ostern, im Ortskern die Winterverbrennung gefeiert.
- Der Neuleininger Burgsommer, eine Konzertreihe im Neuleininger Burghof, findet an fünf Wochenenden im Juni/Juli statt.
- Am letzten Juliwochenende wird von den ansässigen Weingütern im Burghof das Burg-Weinfest veranstaltet.
- Seit 1990 wird am 1. und 2. Adventswochenende im Ortskern der Neuleininger Weihnachtsmarkt veranstaltet, der wegen der mittelalterlichen Umgebung ins Umland ausstrahlt.

### Modellflugsport
Auf einer Anhöhe des Ortes befindet sich das Fluggelände der Abteilung Modellflug des Luftfahrtvereins Grünstadt und Umgebung.

## Wirtschaft und Infrastruktur

### Wirtschaft
Der Weinbau ist vor dem Tourismus der Hauptwirtschaftszweig des Ortes. Die Weinberge liegen im Osten der Gemeinde an den Hängen zur Rheinebene hin. Die Hangneigung zur Morgensonne hat zwei Vorteile: Der Boden erwärmt sich früh nach der Abkühlung während der Nacht, und kältere Luftmassen können rasch in die Ebene abfließen, so dass es im Frühjahr nicht zu Frostschäden an den frischen Trieben kommt. Als solche gehören sie zum Weinanbaugebiet Pfalz. Vor Ort befinden sich die Einzellagen Feuermännchen (46,4 ha), Schloßberg (11,9 ha) und Sonnenberg (53,1 ha), die zur Großlage Höllenpfad gehören.
Der Weinbau in Neuleiningen hat Tradition. Im Ort gibt es mehrere Weingüter, deren Existenz bis ins 18. Jahrhundert zurückreicht. Sie bauen sowohl Weißweine (Riesling, Chardonnay, Weißer Burgunder, Müller-Thurgau) als auch Rotweine (Spätburgunder, Dornfelder, Schwarzriesling, St. Laurent, Blauer Portugieser, Cabernet Sauvignon) an. Einige Weine reifen im Barriquefass. Kleinere Flächen werden auch mit neuen Rebsorten bestockt. Im Herbst wird in den Weingütern Neuer Wein angeboten, zu Weihnachten Glühwein aus eigener Produktion.
Das Restaurant Alte Pfarrey wurde vom Guide Michelin bis zur Schließung 2023 viele Jahre mit einem Michelin-Stern ausgezeichnet. Die einstige Obermühle wurde bis 1873 betrieben, die Felsenmühle wurde in der zweiten Hälfte des 20. Jahrhunderts zu einem Hotel umgebaut.

### Verkehr

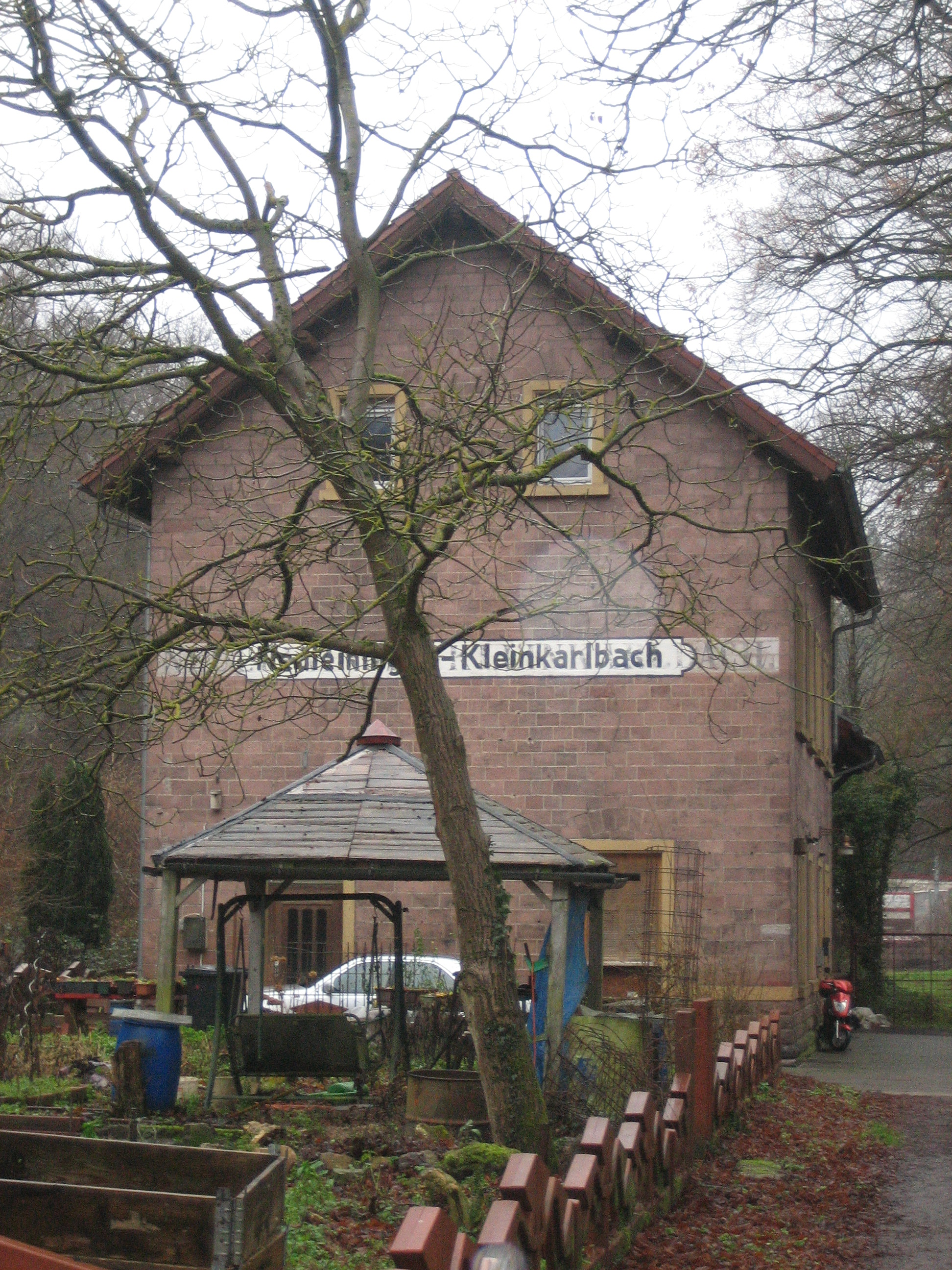
Bahnhof Neuleiningen-Kleinkarlbach

Ab 1903 besaß die Gemeinde in Form der Bahnstrecke Grünstadt–Altleiningen Anschluss an das Eisenbahnnetz. Der Haltepunkt Neuleiningen-Kleinkarlbach war die gemeinsame Bahnstation mit Kleinkarlbach. Er war zunächst nicht mit Personal besetzt und wurde 1948 zur „Agentur“ heraufgestuft. Der Personenverkehr endete 1967, der Güterverkehr Ende 2005.
Durch Neuleiningen verlaufen die Landesstraße 453, die das Siedlungsgebiet anbindet und im Tal die Landesstraße 517.
Der Ort liegt zwar abseits des Hauptverkehrsströme, doch am Hang nördlich führt die Autobahn 6 von Mannheim nach Saarbrücken vorbei. Die nächste Anschlussstelle ist vier Kilometer entfernt in Grünstadt. Dort besteht zusätzlich Anbindung an die Bundesstraße 271 von Bad Dürkheim nach Monsheim und die parallel verlaufende Linie der Pfälzischen Nordbahn.

### Tourismus
Durch Neuleiningen verlaufen der 22 Kilometer lange Leininger Burgenweg, der vor Ort seinen Ausgangs- und Endpunkt hat und der Eckbach-Mühlenwanderweg. Darüber hinaus ist die Gemeinde Ziel der ersten Etappe des Prädikatswanderwegs Pfälzer Weinsteig. Zudem ist die Gemeinde nördlicher Ausgangspunkt eines Wanderwegs, der mit einem roten Balken gekennzeichnet ist und der eine Verbindung mit Siebeldingen schafft. Ein Wanderweg, der mit einem grün-roten Balken markiert ist, beginnt in Kaiserslautern endet bereits in der Nachbargemeinde Kleinkarlbach.

## Persönlichkeiten

### Ehrenbürger
- Graf Karl Emich zu Leiningen-Westerburg-Neuleiningen (1856–1906) erwarb 1874 die Burgruine, ließ einen Turm wieder aufbauen und lebte dort regelmäßig.[17]
- Johannes Baatsch (1903–1991) war Ortsbürgermeister von 1948 bis 1969, 16 Jahre Mitglied des Kreistags Frankenthal, Ehrenvorsitzender des Ortsverbands der CDU, Vorsitzender unterschiedlicher Verbände und ansässiger Vereine.
- Anton Rixner (1917–2010) leitete jahrelang den katholischen Kirchenchor Neuleiningen.

### Personen, die im Ort geboren wurden
- Leopold Müller (1848–1912), Sänger (Bariton) und Theaterintendant
- Simon Conradi (1872–1960), Maler, war vor Ort ansässig.
- Adolf Grünert (* 1938), Klinischer Chemiker an der Universität Ulm
- Bertram Blum (* 1950), katholischer Theologe

### Personen, die im Ort gewirkt haben
- Eva von Leiningen-Westerburg (1481–1543) war Ortsherrin und stiftete ein Hospital; als Retterin der Burg (1525) wurde sie Person des pfälzischen Volksguts.
- Alexander Esswein (* 1990), Fußballer, spielte in seiner Jugend beim TSV Neuleiningen.
- Christina Geiger (* 1983), Fußballspielerin, spielte in ihrer Jugend beim TSV Neuleiningen.
- Frank Rüttger (* 1971), Politiker (CDU), ist dort aufgewachsen und lebt vor Ort.